# Valea Ierii
Valea Ierii là một xã thuộc hạt Cluj, România. Dân số thời điểm năm 2002 là 1025 người.